# Geely Galaxy Xingyao 8

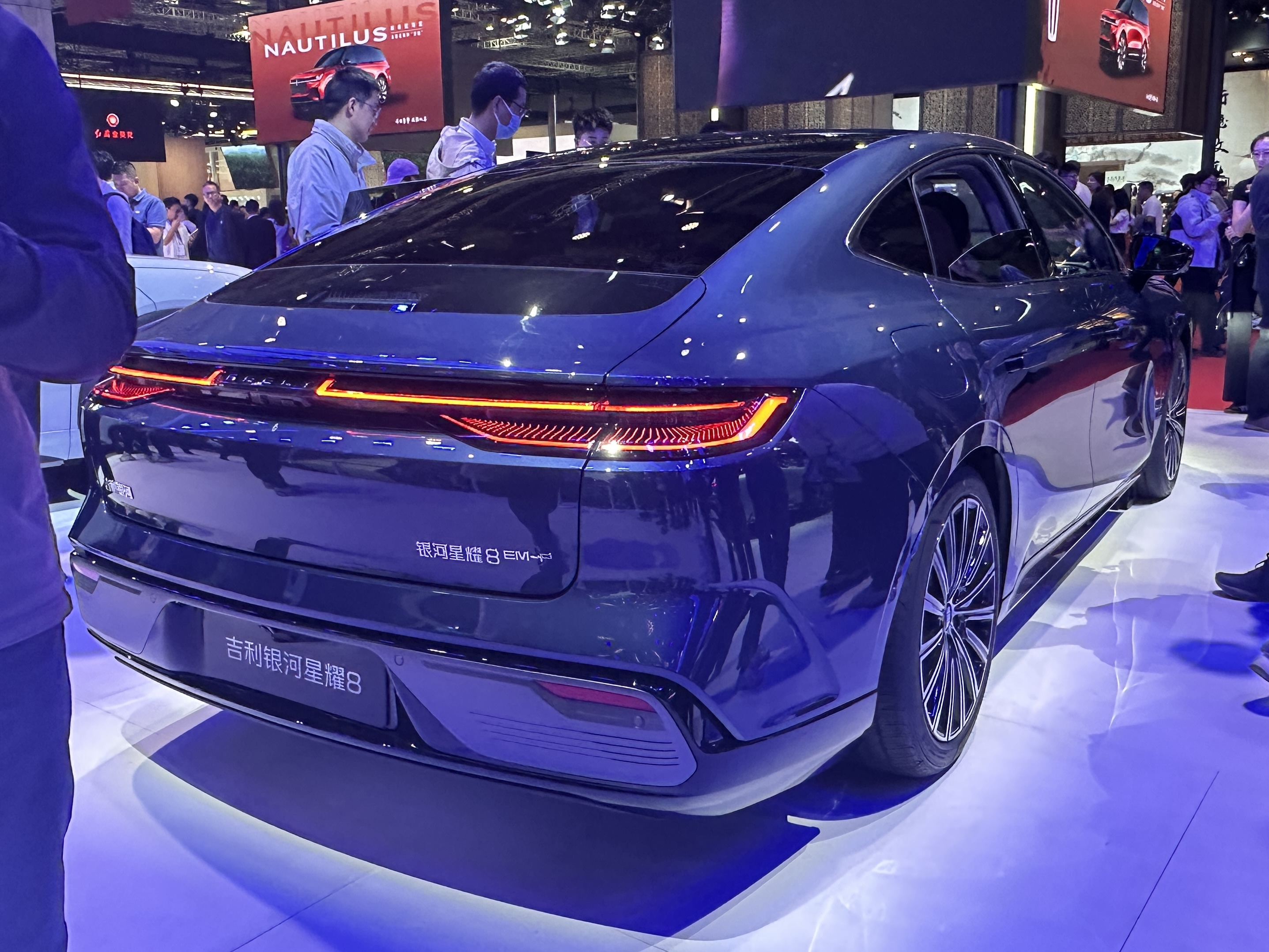
Heckansicht

Der Geely Galaxy Xingyao 8 ist eine Limousine der oberen Mittelklasse des chinesischen Automobilherstellers Geely.

## Geschichte
Erste Bilder des Fahrzeugs wurden im Februar 2025 vom chinesischen Ministerium für Industrie und Informationstechnik im Rahmen des Homologationsprozesses veröffentlicht. Offiziell vorgestellt wurde der Wagen dann Anfang März 2025. Die Markteinführung auf dem chinesischen Heimatmarkt erfolgte im Mai 2025.
Die Abmessungen sind im Vergleich mit dem 2023 eingeführten Elektroauto Geely Galaxy E8 ähnlich, der cw-Wert ist mit 0,25 jedoch deutlich höher. Im Innenraum werden beim Galaxy Xingyao 8 zwei Bildschirme verbaut. Beim Galaxy E8 ist es nur einer, allerdings über die gesamte Breite des Armaturenbretts.

## Technik
Die Limousine ist ein Plug-in-Hybrid. Der sogenannte NordThor-EM-P-Antrieb kombiniert einen aufgeladenen 1,5-Liter-Ottomotor mit 120 kW (163 PS) und einen Elektromotor mit 160 kW (218 PS). Aus dem Stand soll der Wagen in 6,5 Sekunden auf 100 km/h beschleunigen, die Höchstgeschwindigkeit gibt der Hersteller mit 200 km/h an. Als Energiespeicher dient ein Lithium-Eisenphosphat-Akkumulator von CATL mit einem Energieinhalt von 18,4 kWh. Die elektrische Reichweite gemäß dem chinesischen CLTC-Fahrzyklus wird mit 130 km angegeben. Außerdem gibt es den Plug-in-Hybrid mit einem schwächeren Saugmotor (NordThor-EM-i) sowie in Kombination mit einem kleineren Akku (8,5 kWh).

## Technische Daten
|                                             | 60 EM-i                     | 130 EM-i                    | 130 EM-P                     |
| Bauzeitraum                                 | seit 05/2025                | seit 05/2025                | seit 05/2025                 |
| Motorkenndaten                              |                             |                             |                              |
| Motortyp                                    | R4-Ottomotor + Elektromotor | R4-Ottomotor + Elektromotor | R4-Ottomotor + Elektromotor  |
| Motoraufladung                              | —                           | —                           | Turbolader                   |
| Hubraum                                     | 1499 cm³                    | 1499 cm³                    | 1499 cm³                     |
| max. Leistung Verbrennungsmotor bei min−1   | 82 kW (112 PS) bei 6000/min | 82 kW (112 PS) bei 6000/min | 120 kW (163 PS) bei 5500/min |
| max. Leistung Elektromotor                  | 175 kW (238 PS)             | 175 kW (238 PS)             | 160 kW (218 PS)              |
| max. Systemleistung                         | 257 kW (349 PS)             | 257 kW (349 PS)             | 280 kW (381 PS)              |
| max. Drehmoment Verbrennungsmotor bei min−1 | 136 Nm bei 4000–5000/min    | 136 Nm bei 4000–5000/min    | 255 Nm bei 2500–4000/min     |
| max. Drehmoment Elektromotor                | 262 Nm                      | 262 Nm                      | 350 Nm                       |
| max. Systemdrehmoment                       | 398 Nm                      | 398 Nm                      | 605 Nm                       |
| Kraftübertragung                            |                             |                             |                              |
| Antrieb, serienmäßig                        | Vorderradantrieb            | Vorderradantrieb            | Vorderradantrieb             |
| Getriebe, serienmäßig                       | Dediziertes Hybridgetriebe  | Dediziertes Hybridgetriebe  | Dediziertes Hybridgetriebe   |
| Messwerte                                   |                             |                             |                              |
| Leergewicht                                 | 1760 kg                     | 1860 kg                     | 1908 kg                      |
| Höchstgeschwindigkeit                       | 190 km/h                    | 190 km/h                    | 200 km/h                     |
| Beschleunigung, 0–100 km/h                  | 8,4 s                       | 7,9 s                       | 6,5 s                        |
| Kraftstoffverbrauch auf 100 km nach CLTC    | 3,4 l Super                 | 3,4 l Super                 | 3,7 l Super                  |
| Tankinhalt                                  | 55 l                        | 55 l                        | 55 l                         |
| Lithium-Eisenphosphat-Akkumulator           | 8,5 kWh                     | 18,4 kWh                    | 18,4 kWh                     |
| Elektrische Reichweite nach CLTC            | 60 km                       | 130 km                      | 130 km                       |
| Abgasnorm                                   | China VI                    | China VI                    | China VI                     |